# Suzette Newman
Pour les articles homonymes, voir Newman.
 (janvier 2017).
Suzette Newman est la directrice de la société audio-visuelle Palm Pictures et présidente de la société Chris Blackwell Islandlife qui inclut Blue Mountain Music, la maison d'édition responsable des catalogues d'artistes tels que Bob Marley and the Wailers et Toots and the Maytals. Newman est une proche collègue de Chris Blackwell depuis les premiers jours d'Island Records où ils ont travaillé ensemble, période où elle dirigeait le label de musique du monde Mango. Newman et Chris Salewicz ont été les rédacteurs en chef du livre « The Story of Island Records: Keep On Running ».